# Wagn Akeson
Wagn Akeson (dun. Vagn Åkesson) – wiking żyjący u schyłku X wieku, wymieniony w runicznym poemacie "Jomsvikinga saga". 
Zgodnie z tym przekazem, w wieku lat 12 Wagn, znakomicie zapowiadający się wojownik, poprosił o przyjęcie do sekretnego bractwa Jomswikingów. Według źródła, jakim jest Jomsvíkinga saga, Wagn był synem Akego i wnukiem Palnatokiego. Dziadek Palnatoki, zbudowany postawą wnuka, zezwolił mu na pojedynek z Sigvaldim, którego Wagn pokonał. Chłopiec został przyjęty do bractwa mimo obowiązującej zasady, że nikt w wieku poniżej 18 roku życia nie może być członkiem tej rozbójniczej formacji.
Palnatoki zaadoptował Wagna, określanego mianem najbardziej nieustraszonego wśród Jomswikingów. Odwaga Wagna stanowi w sadze zdecydowane przeciwieństwo do pragmatyzmu – by nie powiedzieć tchórzostwa – Sigvaldiego. Jednak po śmierci Palnatokiego przywódcą bractwa został właśnie Sigvaldi. 
W trakcie bitwy w zatoce Hjörungavágr miał on nakazać odwrót, co Wagn ze wzgardą odrzucił. Cisnął nawet w stronę Sigvaldiego oszczepem, lecz nie trafił. Wagn po przegranej bitwie dostał się do niewoli, ale nie został zgładzony – jak inni jeńcy – bowiem swą odwagą zaimponował norweskim wodzom. W przeciwieństwie do niego Sigvaldi stał się przedmiotem ich drwin.
O dalszym życiu Wagna Akesona nie ma w norweskich, duńskich czy szwedzkich sagach żadnych informacji.